# タカナ語
タカナ語（タカナご、Tacana、Takana）とは、ボリビアで話されている言語の一つである。

## 系統
Kaufman (1994) はタカナ語をアラオナ語やレイェサノ語と共にタカナ語族タカナ語群に分類している。Hammarström (2016) はレイェサノ語と共に Pano-Tacanan の Tacanan、Takanik-Chamik、Takanik という位置づけとしているが、いずれの資料においてもレイェサノ語、アラオナ語、トロモナ語（Toromona）、エセエハ語（Ese Ejja）、カビネーニャ語と近い関係にあるという点は共通している。

## 音論

### 分節音素
Ottaviano & Ottaviano (1967:139) によると、音素として p、t、k、b、d、b̵、d̵、d'、s、š、c、č、m、n、w、y、h、ˀ、i、e、a、u が存在する。
一方、Key (1968) は以下のような表を挙げている。
| p |   | t      | k  |
|   |   |        | kw |
| b |   | d [dž] |    |
| b̵ |   | d̵      |    |
|   | r | ď̵      |    |
|   | s | š      |    |
|   | c | č      |    |
| m |   | n      |    |
| w |   | y      |    |
|   |   |        | h  |
|   |   |        | ʔ  |

| i     | o [u] |
| e [ɛ] | a [ə] |

b̵、d̵ は voiced flat fricative である。

### 超分節音素
Key (1968) によると、接辞が付加される場合や2種類の単語を除き、ストレスが最後から二番目の音節に置かれる。
木村（1988）は、タカナ語はアラオナ語と同様に話の速度が遅く、ストレスは多用せず、またピッチの切り替えも早くないために「流れるように穏やかな印象を与える」との評を下している。

## 文法

### 形態論
Dryer (2013a) は Ottaviano & Ottaviano (1967:passim) 等を典拠として、語形変化に関して接頭辞と接尾辞がかかわる割合は、接尾辞のほうが遥かに大きい傾向にあるものとしている。

### 統語論

#### 語順
Dryer (2013b) は Ottaviano & Ottaviano (1980) から、文について優勢な語順は特に存在しないと読み取っている。
Dryer (2013c) は Ottaviano & Ottaviano (1967:175–177) から、「所有者-被所有者」の語順を読み取っている。
例:
- kiema-kuara

グロス: 1sg.poss-母
訳: 「私の母」
- tuace sa-uči

グロス: 3pl poss-犬
訳: 「彼らの犬」

## 関連文献
- Adelaar, W. F. H. (2004). "Linguistic diversity in the Andean countries (Argentina, Bolivia, Chile, Ecuador, Peru) and Paraguay." In M. J. Valdés & D. Kadir (eds.), Literary cultures of Latin America: A comparative history, Vol. 1, pp. 96–103. New York: Oxford University Press.
- Ottaviano, Ida de (1980). Textos tacana. Riberalta, Bolivia: Instituto Lingüístico de Verano.